# Греков, Леонид Игнатьевич
Леонид Игнатьевич Греков (14 [27] декабря 1913 — 29 октября 1941) — капитан Рабоче-крестьянской Красной Армии, участник Великой Отечественной войны, Герой Советского Союза (1941).

## Биография
Леонид Греков родился 14 (27) декабря 1913 года на хуторе Лимовое в крестьянской семье.
В 1932 году заочно окончил комвуз.
В 1934 году Греков был призван на службу в Рабоче-крестьянскую Красную Армию. В 1936 году он окончил Оренбургскую военную авиационную школу лётчиков.  
В 1938 году избирался депутатом Верховного Совета РСФСР 1-го созыва. 
С сентября 1940 года был заместителем командира 169-го истребительного авиаполка по политчасти. С июня 1941 года — на фронтах Великой Отечественной войны, воевал в составе 52-й армии.
За время своего участия в войне Греков совершил 65 боевых вылетов, в воздушных боях сбил 4 самолёта противника лично и ещё 10 — в группе. 29 октября 1941 года он погиб в воздушном бою под Ленинградом. Похоронен в городе Боровичи Новгородской области.
Указом Президиума Верховного Совета СССР «О присвоении звания Героя Советского Союза начальствующему составу Красной Армии» от 27 декабря 1941 года за «образцовое выполнение боевых заданий командования на фронте борьбы с немецкими захватчиками и проявленные при этом отвагу и геройство» удостоен посмертно высокого звания Героя Советского Союза. Также был награждён орденами Ленина и Красного Знамени.

## Память
- В честь Грекова названа улица в посёлке Колпны и Ярищенская средняя школа Колпнянского района. В Колпнах установлен его бюст[2].